# Триумфальные ворота (Москва)
Моско́вские Триумфа́льные воро́та (Триумфальная арка) — триумфальная арка в Москве. Впервые сооружены в 1829—1834 годах по проекту архитектора О. И. Бове на площади Тверская Застава в честь победы русского народа в Отечественной войне 1812 года. Разобраны в 1936 году. Копия ворот сооружена в 1966—1968 годах по проекту В. Я. Либсона на Кутузовском проспекте, ныне — площади Победы в районе Поклонной горы. Ближайшая станция метро — «Парк Победы». Триумфальные ворота отнесены к категории объектов культурного наследия регионального значения.
Не следует путать Триумфальные ворота с триумфальными арками, воздвигавшимися в Москве с 1721 года по случаю различных знаменательных событий на Триумфальной площади, которая после сооружения Триумфальных ворот на площади Тверской заставы стала называться площадью Старых Триумфальных Ворот.

## Деревянная арка (1814)
13 мая 1814 года главнокомандующий в Петербурге на время отсутствия императора и управляющий Министерством полиции Вязмитинов разослал по всем губерниям постановление о торжественной встрече войск, возвращавшихся из Парижа после победы над французским войсками. Также в мае 1814 года император Александр I написал московскому главнокомандующему графу Ростопчину письмо, в котором сообщил о заключённом мире.
В июне 1814 года Ростопчин устроил пышные празднества в честь вступления в Париж союзных войск и заключения мира. У Тверской заставы началось сооружение деревянных триумфальных ворот. Выбор места был обусловлен тем, что обычно именно у Тверской заставы императора встречала вся администрация Москвы вместе с почетными представителями дворянства и купечества. Это была одна из многих арок, которые были установлены по маршруту следования возвращающихся русских войск. Так в Петербурге дворянство начало строительство триумфальных ворот у Нарвы и у въезда в Петербург. Завершали эту идею триумфальные арки в Новочеркасске.
7 июля 1814 года Александр I, опасаясь народных бунтов, прислал генералу Вязмитинову рескрипт, запрещающий устройства всяких торжественных встреч и приёмов. Сенат вынужден был разослать повсюду новое постановление — об отмене начатых приготовлений, приложив копию царского распоряжения. Но триумфальные Нарвские ворота были почти готовы, и их декорировку довели до конца к концу июля.

## Триумфальная арка Осипа Бове

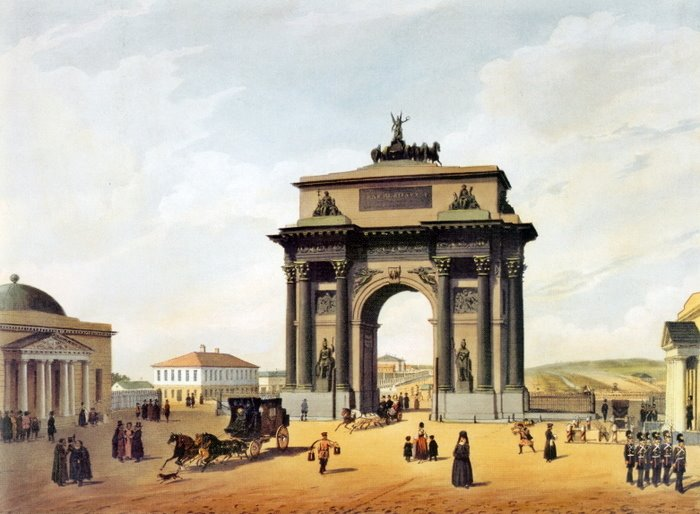
Тверская Застава и Триумфальные ворота в 1848 году. Рисунок Ф. Бенуа

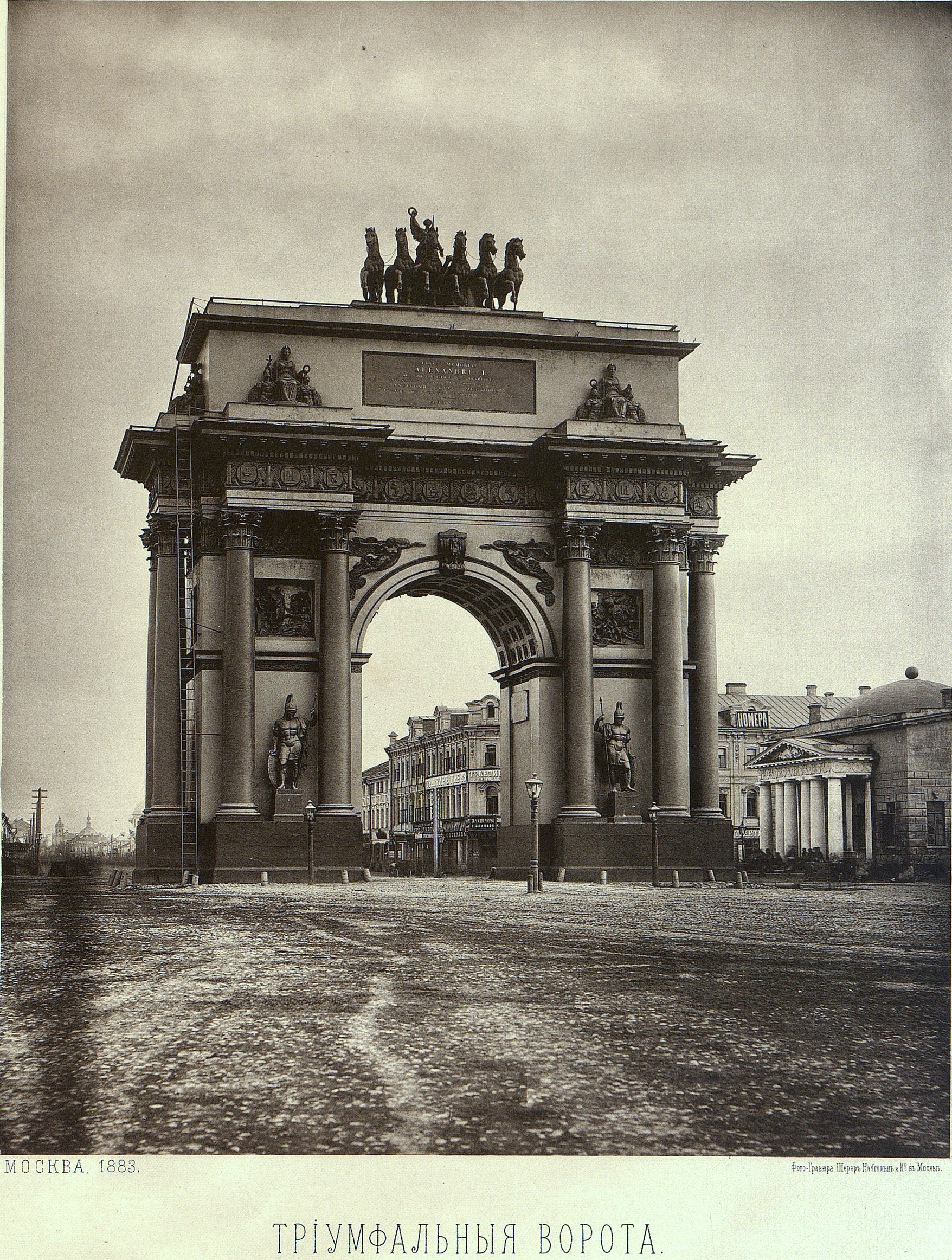
Триумфальные ворота, 1883 год

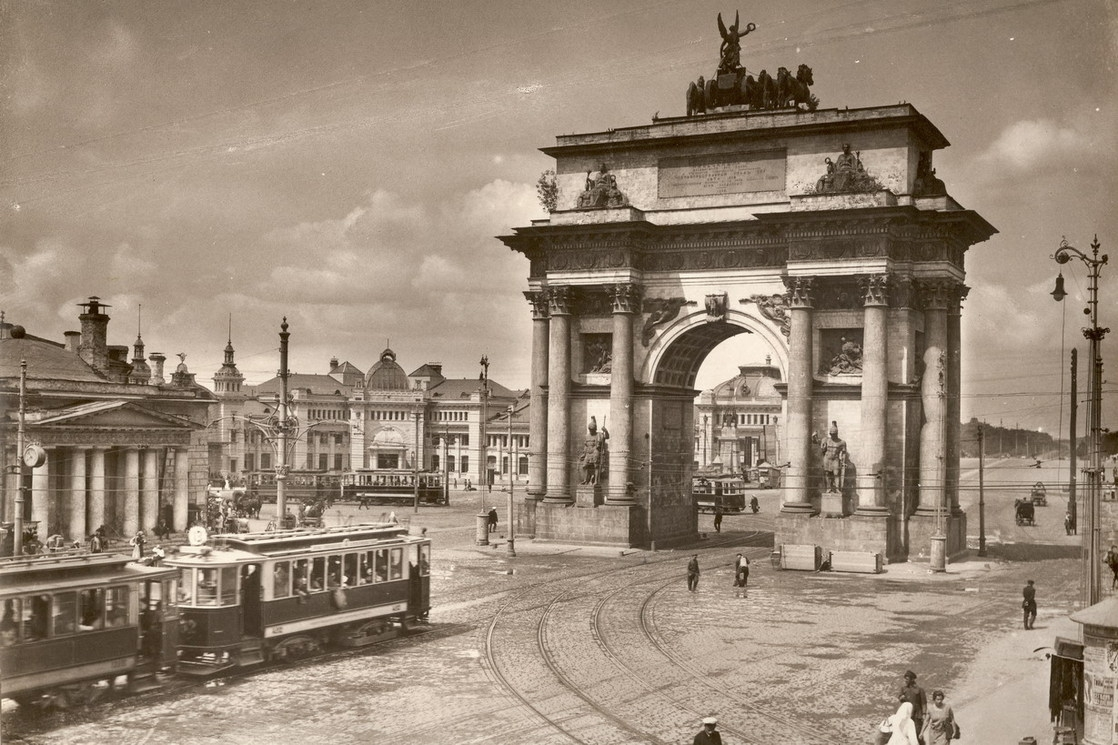
Тверская Застава и Триумфальные ворота в 1920-е. На заднем плане — Белорусский вокзал

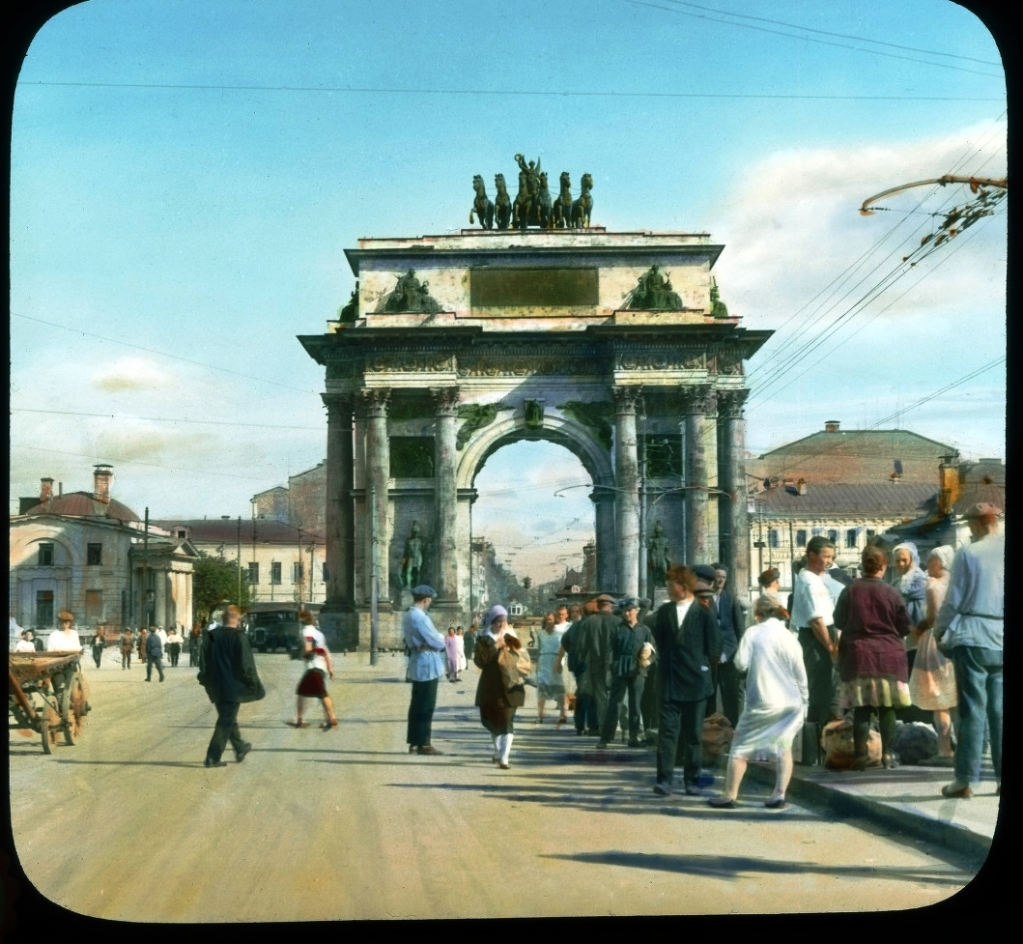
Триумфальные ворота, 1931 год

Идея сооружения в Москве Триумфальных ворот как памятника Победы принадлежит императору Николаю I. В апреле 1826 года во время коронационных торжеств в Москве он высказал желание выстроить в первопрестольной столице Триумфальные ворота, подобные тем, какие возводились в то время в Петербурге: архитектор Василий Стасов возобновлял на новом месте у Нарвской заставы в долговечных материалах деревянную Триумфальную арку Джакомо Кваренги, сооруженную в 1814 году на Петергофской дороге.
Составление проекта поручили крупнейшему на тот момент российскому архитектору Осипу Ивановичу Бове. Он разработал проект в том же году, однако решение о новой планировке парадной площади у главного въезда в Москву из Петербурга привело к необходимости переделки проекта.
Новый вариант, над которым Бове работал почти два года, был утверждён императором 26 апреля 1829 года. 17 августа того же года состоялась торжественная закладка арки в присутствии московского генерал-губернатора Дмитрия Голицына и митрополита Филарета. К моменту торжественной закладки в основание уже было забито 3000 свай, а фундамент ворот доведён до уровня земли. В фундамент ворот легла бронзовая закладная плита и горсть серебряных рублей чеканки 1829 года — «на счастье».
Для сооружения ворот был использован камень из разбираемого Самотечного канала и белый камень из села Татарово Московского уезда («татаровский „мрамор“») — им были облицованы стены арки. Колонны и скульптура — отливались из чугуна. Скульптурный декор арки выполнен скульпторами Иваном Петровичем Витали и Иваном Тимофеевичем Тимофеевым, работавшими по рисункам Осипа Бове.
Надпись на аттике утвердил в 1833 году лично Николай I. Надпись со стороны города гласила:
Благословенной памяти
Александра I,
воздвигшаго из пепла и украсившаго многими памятниками отеческаго попечения первопрестольный град сей
во время нашествия галлов и с ними двадесяти языков,
лета 1812
огню преданный.
1826
С противоположной стороны была размещена та же надпись на латинском языке.
Из-за недостатка денежных средств и безразличия со стороны городских властей строительство растянулось на пять лет. Открытие памятника состоялось лишь 20 сентября (2 октября) 1834 года.
В 1899 году под аркой Триумфальных ворот прошёл первый в Москве электрический трамвай. Его линия протянулась от Страстной площади (ныне Пушкинская площадь) до Петровского парка. Кондуктор трамвая объявлял: «Тверская застава. Триумфальные ворота. Александровский вокзал».
В 1912 году, к столетию Бородинской битвы, Триумфальные ворота обновили и почистили; в день юбилея делегация города возложила к подножию памятника венок. Следующая реставрация ворот была проведена под руководством архитектора Н. Д. Виноградова в середине 1920-х годов.

### Демонтаж (1936)
В 1936 году, согласно концепции Генплана 1935 года, под руководством А. В. Щусева был разработан проект реконструкции площади. В июле-августе 1936 года арка была разобрана, причём бригада архитекторов провела тщательные обмеры, чертежи, зарисовки и фотографирование памятника. Детали ворот, часть скульптур и барельефов была передана в Музей архитектуры на территории бывшего Донского монастыря, где они экспонируются в настоящее время.

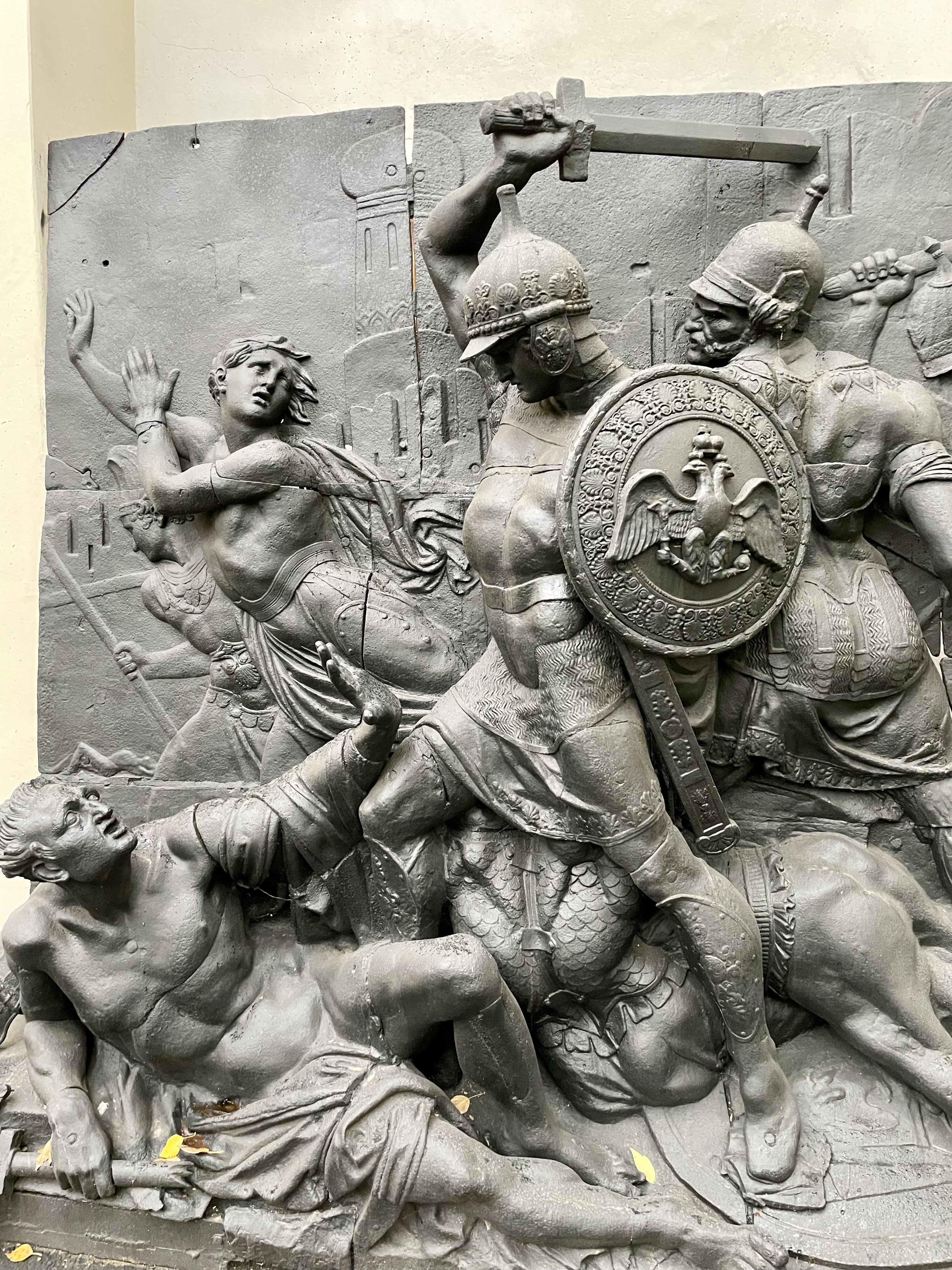
Фрагмент барельефа в Музее архитектуры, 2022 год

После окончания реконструкции площади планировалось восстановить арку на площади Белорусского вокзала, но сделано это не было. Чугунные колонны ворот несколько лет лежали на Миусской площади; во время Великой Отечественной войны все они, кроме одной, были переплавлены (единственная сохранившаяся колонна сейчас установлена на территории бывшего завода «Станколит»).

## Триумфальные ворота на Кутузовском проспекте
10 декабря 1965 года Совет Министров СССР, учитывая «…большую художественную ценность и общественно-историческое значение…», принял Постановление № 1059 «О восстановлении Триумфальной арки Отечественной войны 1812 года в г. Москве».
В 1966—1968 годах по проекту коллектива архитекторов (И. П. Рубен, Г. Ф. Васильева, Д. Н. Кульчинский) под руководством архитектора-реставратора В. Я. Либсона копия Триумфальной арки была сооружена на новом месте — на Кутузовском проспекте рядом с музеем-панорамой «Бородинская битва».
При сооружении ворот были использованы обмерные чертежи и зарисовки ворот 1936 года, а также авторская модель сооружения, хранившаяся в Музее архитектуры. Однако копия ворот отличается от оригинального сооружения. Так, в конструкциях стен, сводов и цоколя новых ворот вместо кирпича использовали железобетон, облицовку белым камнем заменили на крымский известняк сероватого оттенка и гранит, кордегардии и решётки не восстановили. Сохранявшиеся на территории бывшего Донского монастыря подлинные детали, статуи и чугунные рельефы использованы не были — более 150 скульптур отлили заново на Мытищинском заводе. По деталям единственной уцелевшей чугунной колонны на заводе «Станколит» отлили 12 новых.
Тексты на памятных досках при восстановлении ворот также изменили: со стороны Можайского шоссе поместили часть надписи с закладной доски 1829 года, а со стороны города — строки из приказа М. И. Кутузова от 21 декабря 1812 года, обращенного к русским воинам: «Славный год сей минул. Но не пройдут и не умолкнут содеянные в нём громкие дела и подвиги ваши; потомство сохранит их в памяти своей. Вы кровию своею спасли Отечество. Храбрые и победоносные войска! Каждый из вас есть спаситель Отечества. Россия приветствует вас сим именем».
Торжественное открытие ворот состоялось 6 ноября 1968 года.

### Реставрация (2012)

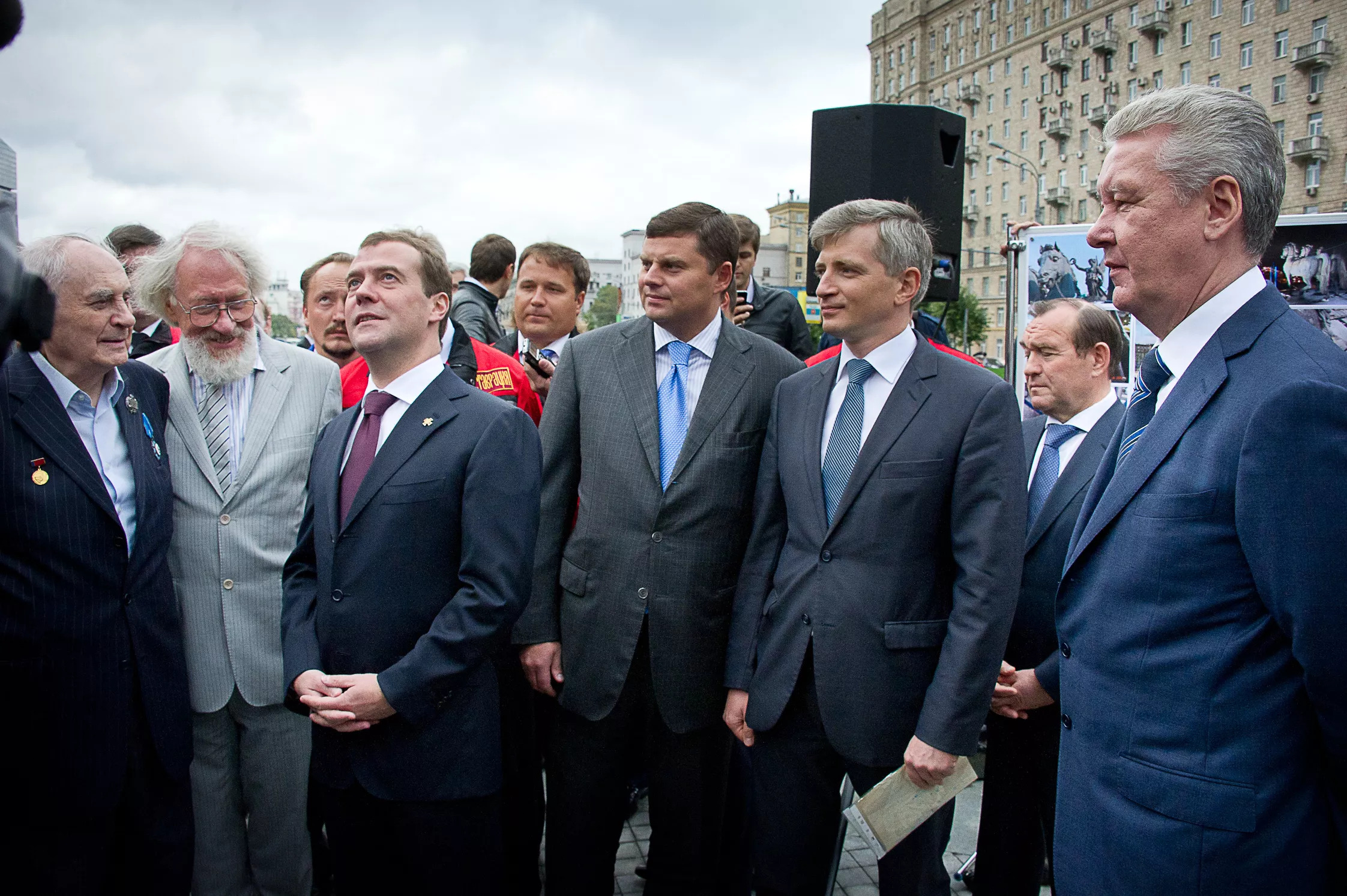
Открытие Триумфальной арки после реставрации

В феврале 2012 года в ходе подготовки к празднованию 200-летия победы России в Отечественной войне 1812 года на Триумфальной арке начались масштабные ремонтно-реставрационные работы. До начала работ мэр Москвы Сергей Собянин сообщил, что памятник находится в аварийном состоянии.
Ремонтно-реставрационные работы выполняло ГКУ «Мосреставрация». В результате была заменена большая часть пришедшей в негодность облицовки, проведена расчистка каменных стен и скульптурных групп, а также выполнены реставрационные работы по металлическим скульптурным элементам, не подлежавшим демонтажу. В ходе работ пришлось снимать венчающую врата колесницу и скульптуру богини Ники. 31 мая 2012 года статуя была установлена на прежнее место. Была смонтирована новая архитектурно-художественная подсветка. Общая стоимость работ составила 231,5 миллиона рублей.
Открытие Триумфальной арки после реставрации состоялось 4 сентября 2012 года. На церемонии открытия присутствовал премьер-министр РФ Дмитрий Медведев. Мэр Москвы Сергей Собянин рассказал о планах соорудить на воротах смотровую площадку.

## В литературе
Владимир Гиляровский писал в книге «Москва и москвичи» о Триумфальных воротах:
Говорили, что по всей Москве и есть только два трезвых кучера — один здесь, другой — на фронтоне Большого театра. Только это был не «кучер», а «баба с калачом», по местному определению.